# プロテクトプラス
プロテクトプラスは、犬猫のノミ・マダニの駆除薬であり、フロントラインプラスのジェネリック動物用医薬品である。住友商事株式会社が製造し、ペットゴー株式会社が販売元である。犬用はドッグプロテクトプラス、猫用はキャットプロテクトプラスの名称で発売されている。
また、フロントラインのジェネリックである。

## 特長
本剤は、フェニルピラゾール系化合物であるフィプロニル及び幼若ホルモン系昆虫成長制御剤である（S）-メトプレンを含有する製剤である。フィプロニルは犬猫に寄生するノミ・マダニ・ハジラミ、犬に寄生するシラミを駆除し、（S）-メトプレンは、ノミの卵の孵化及び幼虫の変態を阻害し、犬猫へのノミ寄生を予防する。

## 成分及び分量
犬用
1 mL中フィプロニル100 mg、（S）-メトプレン90 mg
猫用
1 mL中フィプロニル100 mg、（S）-メトプレン120 mg

## 効能又は効果
犬用
ノミ、マダニ、シラミ及びハジラミの駆除、ノミの卵の孵化及びノミ幼虫の変態阻害によるノミ寄生予防。ノミの駆除寄生予防効果は、1 - 3カ月間、マダニの駆除効果は約1カ月間
猫用
ノミ、マダニ及びハジラミの駆除、ノミの卵の孵化及びノミ幼虫の変態阻害によるノミ寄生予防。ノミの駆除寄生予防効果は、1 - 1.5カ月間、マダニの駆除効果は約3週間

## 用法及び用量
8週齢以上の犬猫の肩甲骨間背部の被毛を分け、皮膚上の1部位にピペット全量を滴下する

## 使用上の注意
使用してから犬では1日間、猫では2日間経過するまでは、水浴あるいはシャンプーをしてはいけない。使用してから4時間以上経過するまでは投与部に直接触れてはいけない。ウサギに使用してはいけない

## その他
少量ずつ滴下しやすいピペット形状となっており、ピペットは開封後立てておくことができる。本剤は、日本国内のGMPガイドラインを遵守した動物用医薬品製造工場で製造されている